# Stazione di Venaria Reale
La stazione di Venaria Reale è una stazione ferroviaria della ferrovia Torino-Ceres. Serve il comune di Venaria Reale, nella città metropolitana di Torino.
Precedemente gestita dal Gruppo Torinese Trasporti (GTT), dal 1 gennaio 2024 è gestita da Rete Ferroviaria Italiana (RFI).

## Storia
La stazione era stata progettata originariamente direttamente dall'ingegnere Cappuccio nel 1867 e costituiva un unicum nel panorama delle stazioni ferroviarie italiane, in quanto il fabbricato viaggiatori era una costruzione di due piani posta a cavallo dei binari lungo il sovrappassaggio della ferrovia di viale Roma.
All'inizio degli anni 1990, lo stabile dovette essere abbattuto a causa dei lavori di raddoppio del binario: al suo posto venne costruito un nuovo fabbricato in stile postmoderno. La stazione venne riaperta il 21 dicembre 1991. La stazione attuale è anch'essa posta a cavallo della ferrovia, ma con solo più un piano fuori terra, tetto a falde con struttura in acciaio e rivestimento in lamiera. La stazione ha tre binari, di cui uno di servizio.

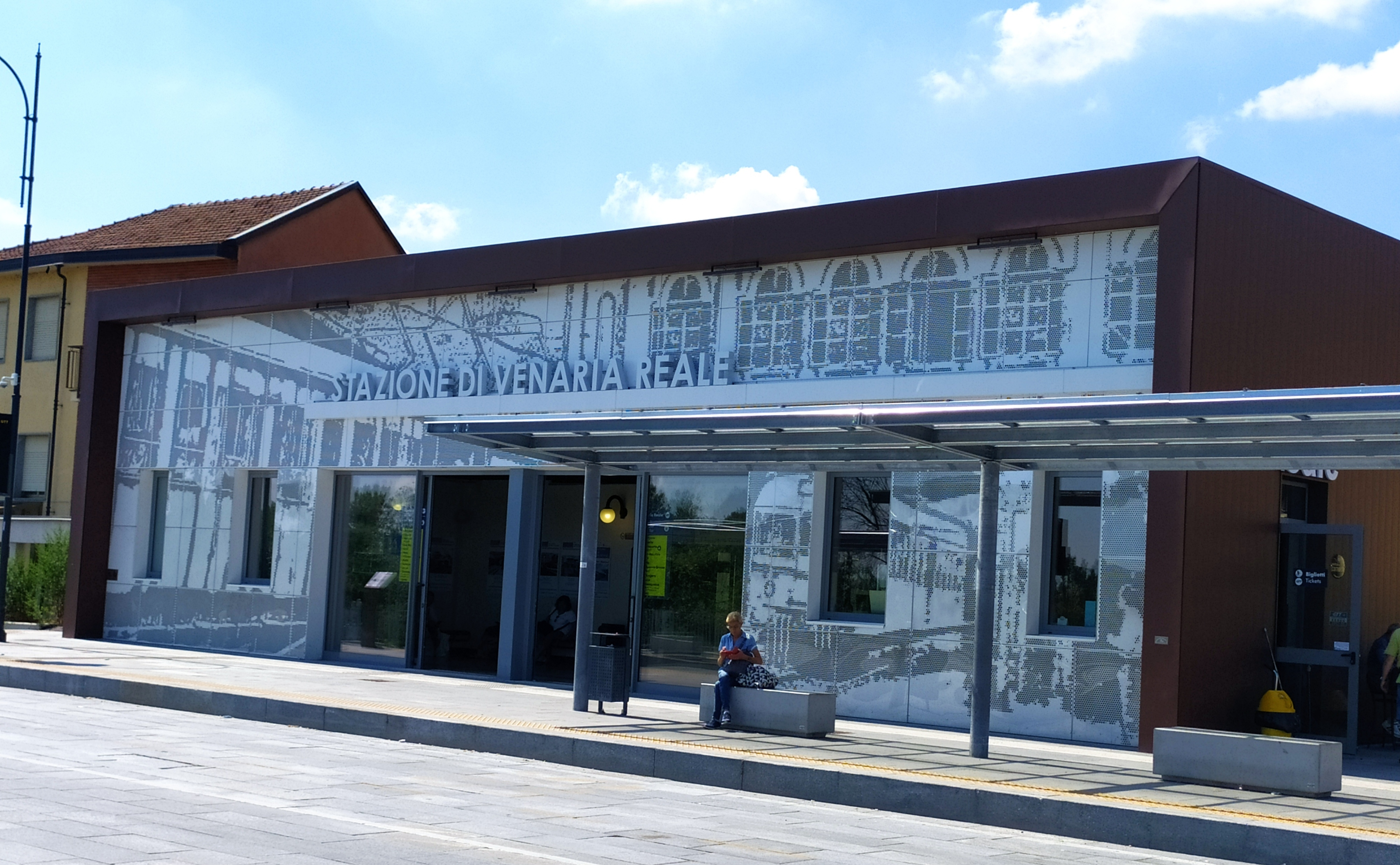
Nuova facciata stazione di Venaria

Dal 25 agosto 2020 è diventata il capolinea provvisorio della Torino-Ceres a causa della soppressione delle stazioni di Torino Dora GTT e Madonna di Campagna causata dai lavori per l'allacciamento della Torino Ceres al passante ferroviario di Torino.
A causa di lavori che hanno riguardato il ponte prima della stazione, quest'ultima è risultata da dicembre 2020 a gennaio 2022 senza traffico, con il capolinea della Torino-Ceres momentaneamente spostato alla stazione di Borgaro. Dal 1º febbraio 2022 il capolinea è tornato nuovamente a Venaria, con la stazione stessa ristrutturata e modificata nella facciata d'accesso.

## Movimento
La stazione fino all'estate 2023 è stata servita dai treni operati da GTT in servizio sulla linea SFM A del servizio ferroviario metropolitano di Torino.
Dal 20 gennaio 2024 è servita da treni regionali in servizio sulle linee SFM 4 e SFM 7 del servizio ferroviario metropolitano di Torino, operate da Trenitalia nell'ambito del contratto di servizio stipulato con la Regione Piemonte. Dal 15 dicembre 2024, nella stazione fermano anche i treni della linea SFM 6 da Asti. 

## Interscambi
In prossimità della stazione, fra il 1888 e il 1951 era possibile l'interscambio con i convogli in servizio sulla tranvia Torino-Venaria Reale.
È disponibile l'interscambio con la linea 11 di GTT mentre, dal 25 agosto 2020 all'11 giugno 2023, è stata in esercizio la linea SF2 per consentire il collegamento con la stazione di Torino Porta Susa in attesa del completamento dei lavori di collegamento alla rete nazionale dell'ultimo tratto della ferrovia Torino-Ceres.

## Servizi
La stazione dispone di:
- Biglietteria a sportello
- Biglietteria automatica
- Servizi igienici
- Bar

### Esplicative
1. ↑  Denominazione ufficiale, come riportato nel fascicolo linea di RFI; la cartellonistica di stazione riporta tuttavia la denominazione di Venaria Reale Reggia.

### Bibliografiche
1. ↑   Circolare Territoriale RFI TO 1/2024, su normativaesercizio.rfi.it.
2. ↑  "Notizia flash" su "I Treni Oggi" n. 123 (febbraio 1992), p. 5
3. ↑   Inaugurato il nuovo servizio Torino-Aeroporto. Il collegamento sarà attivo a partire dal 20 gennaio, su www.fsnews.it.
4. ↑   regione.piemonte.it,  https://www.regione.piemonte.it/web/pinforma/notizie/nuovo-servizio-diretto-asti-torino-aeroporto-caselle#.